# Eucarpia elisabethana
Eucarpia elisabethana är en insektsart som först beskrevs av Synave 1962.  Eucarpia elisabethana ingår i släktet Eucarpia och familjen kilstritar. Inga underarter finns listade i Catalogue of Life.